# Dagens forskning
Dagens forskning var en tidskrift (ISSN 1651-0259) för vetenskap och kultur, teknik och samhälle. Den utgavs varannan vecka år 2002 och första hälften av 2003.
Kungliga Vitterhetsakademien lämnade tidskriftsstöd och gjorde ett femårigt garantiåtagande när tidningen grundades, men utgivningen upphörde efter ett och ett halvt år.